# Sofía Santim
Sofía Santim (Panamá, 1982) es una poeta panameña.
Egresada del Colegio las Esclavas del Sagrado Corazón de Jesús, del Diplomado en Creación Literaria de la Universidad Tecnológica de Panamá y Licenciada en Derecho por la Universidad Santa María La Antigua.
Promotora cultural, ha organizado y participado en recitales colectivos y proyectos como "Jueves de algo" y "Recital 80" en los que el objetivo era llevar la literatura a los sitios de diversión de jóvenes, como bares y restaurantes, en la Ciudad de Panamá. En 2005 la Casa de América la invitó a compartir sus versos en el V Festival Poético "La poesía tiene la palabra" en Madrid, España.
Es miembro de la Asociación de Escritores de Panamá.

## Obras
- El rostro de la soledad (Panamá, 2001)
- Cenizas (Panamá, 2002)
- Encontrarás... (Panamá, 2005)